# وكالة أبحاث الرعاية الصحية والجودة
وكالة أبحاث الرعاية الصحية والجودة  هي واحدة من اثني عشر وكالة داخل وزارة الصحة والخدمات الإنسانية بالولايات المتحدة . يقع المقر الرئيسي للوكالة في شمال بيثيسدا، بولاية ماريلاند ، إحدى ضواحي واشنطن العاصمة (مع عنوان بريد روكفيل ). تم تأسيسها كوكالة لسياسة وبحوث الرعاية الصحية كوحدة مكونة لخدمة الصحة العامة بموجب قانون المصالحة الشاملة للميزانية لعام 1989 (103 Stat. 2159) ، 19 ديسمبر 1989 ، لتعزيز جودة خدمات الرعاية الصحية ومدى ملاءمتها وفعاليتها والوصول إلى الرعاية من خلال إجراء ودعم البحوث والمشاريع الإيضاحية والتقييمات ؛ تطوير المبادئ التوجيهية ؛ ونشر المعلومات عن خدمات الرعاية الصحية ونظم الولادة.
ومع ذلك، أصبحت مثيرة للجدل عندما أنتجت العديد من المبادئ التوجيهية التي يعتقد البعض من شأنها أن تقلل من الأدوية والإجراءات الطبية. وشمل ذلك قلق أطباء العيون على إرشادات إعتام عدسة العين وقلق صناعة المستحضرات الصيدلانية من انخفاض استخدام العقاقير الجديدة. عندما أنتجت الوكالة مبدأً توجيهيًا خلص إلى أن جراحة آلام الظهر لم تكن ضرورية وربما ضارة، فإن حملة الضغط بمساعدة الكونجرس الذين تم إجراء ظهورهم على ظهرهم قد غيرت اسم الوكالة وقلصت برنامج الإرشادات، والذي يوجد حاليًا كمبدأ توجيهي وطني المقاصة . تم إعادة ترخيصها في 6 ديسمبر 1999 ، لأبحاث الرعاية الصحية والجودة بموجب قانون أبحاث الرعاية الصحية والجودة لعام 1999 ،  الذي عدل العنوان IX من قانون خدمات الصحة العامة (42 USC 299 وما يليها).

## روابط خارجية
- موقع رسمي
- وكالة أبحاث الرعاية الصحية والجودة في السجل الفيدرالي